# Belgische kampioenschappen atletiek 1998
De Belgische kampioenschappen atletiek 1998 Alle Categorieën vonden voor zowel mannen als vrouwen op 18-19 juli plaats in het Koning Boudewijnstadion te Brussel. Een drietal atletiekdisciplines werd op een andere datum en plaats afgewerkt. Dat waren: de 10.000 m, het discuswerpen en het kogelslingeren.

## Uitslagen
| Atleet              | Prestatie | Onderdeel            | Atlete              | Prestatie |
| ------------------- | --------- | -------------------- | ------------------- | --------- |
| Erik Wijmeersch     | 10,37 s   | 100 m                | Kim Gevaert         | 11,40 s   |
| Erik Wijmeersch     | 20,49     | 200 m                | Kim Gevaert         | 23,22 s   |
| Kjell Provost       | 46,99 s   | 400 m                | Katrien Maenhout    | 53,26 s   |
| Nathan Kahan        | 1.47,07   | 800 m                | Sandra Stals        | 2.01,21   |
| Wout Van den Broeck | 3.48,20   | 1500 m               | Anja Smolders       | 4.17,20   |
| Gino Van Geyte      | 14.03,45  | 5000 m               | Anne-Marie Danneels | 16.05,93  |
| Gino Van Geyte      | 29.15,20  | 10.000 m             | Marleen Renders     | 32.01,80  |
| -                   | -         | 100 m horden         | Myriam Tschomba     | 13,56 s   |
| Sven Pieters        | 13,50 s   | 110 m horden         | -                   | -         |
| Jean-Paul Bruwier   | 50,11 s   | 400 m horden         | Ann Mercken         | 56,47 s   |
| Maarten Vergote     | 8.58,74   | 3000 m steeplechase  | -                   | -         |
| Carl Van Roeyen     | 2,05 m    | hoogspringen         | Heidi Paesen        | 1,83 m    |
| Wesley Rombaut      | 5,25 m    | polsstokhoogspringen | Sophie Zubiolo      | 3,65 m    |
| Kedjeloba Mambo     | 7,53 m    | verspringen          | Sandrine Hennart    | 6,35 m    |
| Kedjeloba Mambo     | 15,77 m   | hink-stap-springen   | Sandra Swennen      | 12,83 m   |
| Wim Blondeel        | 17,01 m   | kogelstoten          | Greet Meulemeester  | 15,91 m   |
| Jo Van Daele        | 58,00 m   | discuswerpen         | Veerle Blondeel     | 55,23 m   |
| Marc Van Mensel     | 69,86 m   | speerwerpen          | Cindy Stas          | 47,24 m   |
| Alex Malachenko     | 65,90 m   | kogelslingeren       | Jennifer Petit      | 56,06 m   |

1889 · 
1890 · 
1891 · 
1892 · 
1893 · 
1894 · 
1895 · 
1896 · 
1897 · 
1898 · 
1899 · 
1900 · 
1901 · 
1902 · 
1903 · 
1904 · 
1905 · 
1906 ·
1907 ·
1908 · 
1909 · 
1910 · 
1911 · 
1912 · 
1913 · 
1914 · 
1919 · 
1920 · 
1921 · 
1922 · 
1923 · 
1924 · 
1925 · 
1926 · 
1927 · 
1928 · 
1929 · 
1930 · 
1931 · 
1932 · 
1933 · 
1934 · 
1935 · 
1936 · 
1937 · 
1938 · 
1939 · 
1940 · 
1941 · 
1942 · 
1943 · 
1944 · 
1945 · 
1946 · 
1947 · 
1948 · 
1949 · 
1950 · 
1951 · 
1952 · 
1953 · 
1954 · 
1955 · 
1956 · 
1957 · 
1958 · 
1959 · 
1960 · 
1961 · 
1962 · 
1963 · 
1964 · 
1965 · 
1966 · 
1967 · 
1968 · 
1969 · 
1970 · 
1971 · 
1972 · 
1973 · 
1974 · 
1975 · 
1976 · 
1977 · 
1978 · 
1979 · 
1980 · 
1981 · 
1982 · 
1983 · 
1984 · 
1985 · 
1986 · 
1987 · 
1988 · 
1989 · 
1990 · 
1991 · 
1992 · 
1993 · 
1994 ·
1995 · 
1996 · 
1997 · 
1998 · 
1999 · 
2000 · 
2001 · 
2002 · 
2003 · 
2004 · 
2005 · 
2006 · 
2007 · 
2008 · 
2009 · 
2010 · 
2011 · 
2012 · 
2013 · 
2014 · 
2015 · 
2016 · 
2017 · 
2018 · 
2019 · 
2020 · 
2021 · 
2022 · 
2023 · 
2024